# بالستيات الجرح

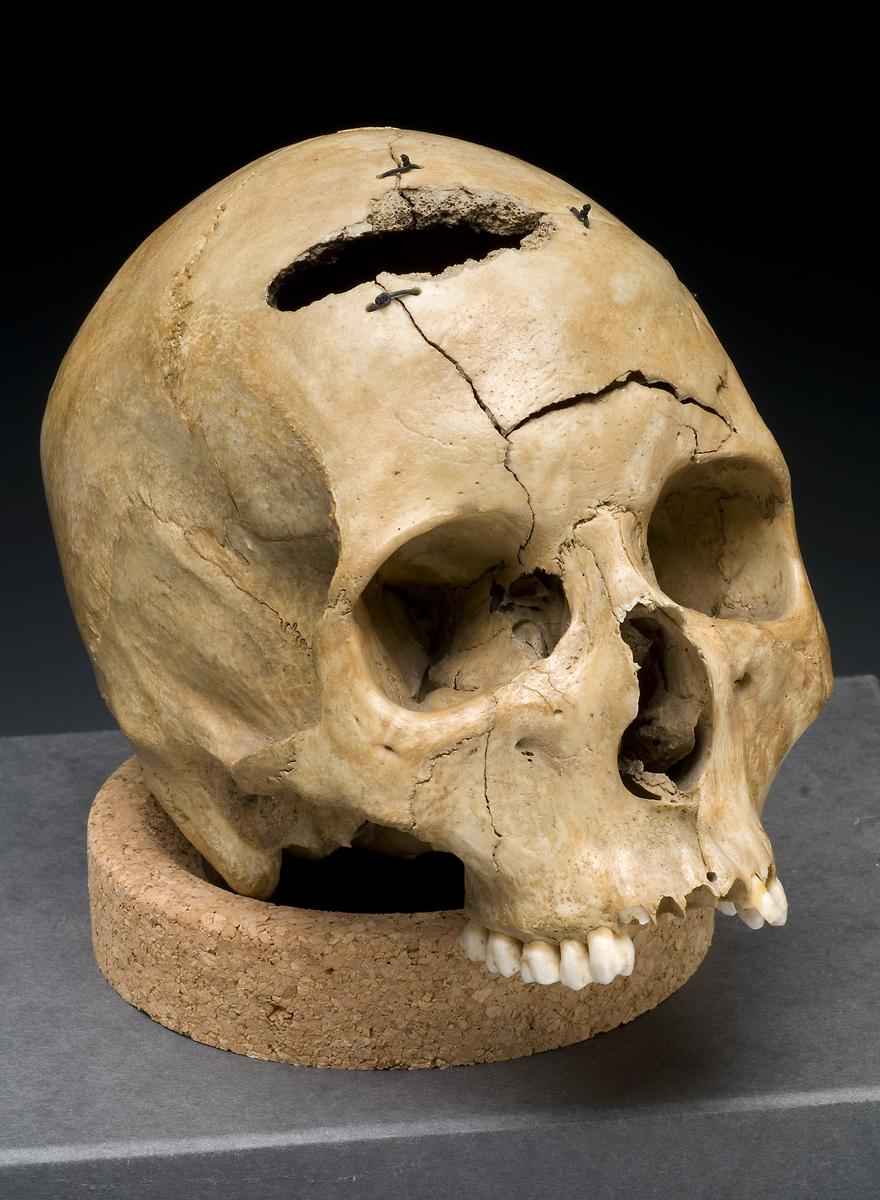

بالستيات الجرح أو قذفيات الجرح (بالإنجليزية: Wound ballistics)‏ هو مجال يَشمل دراسة علم وظائف الأعضاء والتأثيرات الطبية لقذائف الأسلحة (رئيسيًا الطلقات وليس فقط) على البشر أو الحيوانات، ويُمكن اعتباره تقاطعٌ بين الطب والبالستيات النهائية.

## روابط خارجية
- بالستيات الجرح على موقع FirearmsTactical.com